# El Bebedero
El Bebedero är en ort i Mexiko.   Den ligger i kommunen Sabanilla och delstaten Chiapas, i den sydöstra delen av landet, 700 km öster om huvudstaden Mexico City. El Bebedero ligger 350 meter över havet och antalet invånare är 668.
Terrängen runt El Bebedero är bergig åt sydost, men åt nordväst är den kuperad. Runt El Bebedero är det ganska tätbefolkat, med 111 invånare per kvadratkilometer. Närmaste större samhälle är Chulum Juárez, 14,1 km sydost om El Bebedero. I omgivningarna runt El Bebedero växer i huvudsak städsegrön lövskog.